# Halicephalobus mephisto
Halicephalobus mephisto – gatunek nicienia, odkryty w Południowej Afryce w 2011 roku.

## Odkrycie
Zespół naukowców z Princeton University pod kierunkiem Gaetana Borgoniego i Tullisa C. Onstotta przeprowadzał badania w kopalniach złota w paśmie górskim Witwatersrand. W trakcie badania wydobytej rudy złota natrafiono na żywych przedstawicieli nowego gatunku nicieni, który – z racji zamieszkiwanego środowiska – nazwano Halicephalobus mephisto.

## Charakterystyka
- Występowanie: żyje pod powierzchnią ziemi, w wodach gruntowych (ich wiek datuje się na 3–12 tys. lat) na głębokości do co najmniej 3,6 km. Dotychczas odkryto jedynie trzy stanowiska występowania w górach Witwatersrand w Południowej Afryce.
- Wielkość: ok. 0,5 mm (w tym ok. 110–130 μm przypada na ogon)
- Budowa: „robakowaty” kształt ciała[1]
- Pożywienie: bakterie
- Rozmnażanie: bezpłciowe
- Oddychanie: anaerobowe
- Inne cechy: odporność na wysoką temperaturę (nawet 48 °C), bardzo wysoka odporność na brak tlenu[2]

Nicienie z gatunku H. mehphisto są najgłębiej żyjącymi organizmami wielokomórkowymi, które odkryto. Ich przedstawicieli znaleziono na głębokościach: 0,9 km, 1,3 km oraz 3,6 km pod powierzchnią ziemi. Z uwagi na warunki, w których H. mephisto żyje, postawiono hipotezę, że w podobnych warunkach gatunek ten mógłby się rozwijać np. na Marsie.